# Zadarska katedrala
Zadarska katedrala sv. Stošije (Anastazije) je trobrodna romanička građevina, ujedno i najveća crkva u Dalmaciji. Sagrađena je u dva navrata, u 12. i 13. st., sa sačuvanom starijom iz 9. i 11. st., koja se uzdigla na mjestu starokršćanske bazilike. Počeci gradnje zadarske katedrale sežu u daleku povijest, još u 4. ili 5. st.

## Povijest
Prvi po imenu poznati zadarski biskup bio je Feliks, koji je sudjelovao u radu dvaju sabora: u Akvileji 381. i u Milanu 390. Po predaji bazilika je bila posvećena sv. Petru, apostolu, a kad je zadarski biskup Donat 804. ili 808. godine dobio od bizantskog cara Nikefora (Nicefora) moći, pepeo, srijemske mučenice sv. Anastazije, u Zadru zvane Stošija, bazilika je dobila njezino ime. Sarkofag u kojemu se čuvaju zemni ostaci sv. Stošije, dao je izraditi zadarski biskup Donat i čuva se u katedrali na oltaru u sjevernoj apsidi, odnosno u njezinoj lijevoj lađi. U studenome 1202. grad Zadar su nakon opsade osvojili i razorili Mlečani uz pomoć vitezova IV. križarske vojne kada je teško stradala i sama katedrala. Obnova katedrale trajala je kroz čitavo 13. st., a kad je njezina obnova dovršena, ponovno ju je posvetio, dana 27. svibnja 1285. nadbiskup Lovro Periandar. Pročelje s kasnoromaničkim portalima, koje u gornjem dijelu ima arkadice sa stupićima, dovršeno je 1324. godine.
Zadarskoj zaštitnici Sv. Stošiji poklonili su se i dvojica papa. Papa Aleksandar III. za svog je posjeta Zadru 1177. godine pohodio katedralu Sv. Stošije i njezin grob, dok se Papa Ivan Pavao II. za pastirskog pohoda Zadru dana 9. lipnja 2003. godine, poklonio ispred ulaznih vrata katedrale.

## Unutrašnjost
Unutrašnjost katedrale je monumentalna. Središnja je lađa tri puta šira od bočnih, a odijeljena je kamenim stupovima i pilonima, koji se naizmjenice redaju. Prezbiterij je povišen, a ispod njega se nalazi kripta iz 12. st. U prezbiteriju se nalaze korska sjedala izrađena u stilu cvjetne gotike (izradio Matej Morozan, 1418. – 1450.), nad glavnim oltarom je ranogotički ciborij iz 1322., a iza njega kameno prijestolje - katedra - za nadbiskupa. Na sjevernom je zidu mramorni oltar sv. Dominika sa slikom sveca, prenesen iz istoimene crkve; dalji oltar posvećen je dušama čistilišta, izgradio ga mletački kamenoklesar Pietro Onega 1805.; oltarna slika je od Jakova Palme Mlađeg; na kraju lađe mramorni oltar s mramornom oplatom lika Srca Isusova; u apsidi je mramorni sarkofag relikvija sv. Stošije iz 9. st. s natpisom biskupa Donata, a tu su i ostaci fresaka. 
U južnoj lađi je mramorni oltar za relikvije; slijedi oltar sv. Sakramenta, djelo kipara A. Vivianija iz godine 1718., vrlo bogato ukrašen stupovima i kipovima, nad svetohraništem Bogorodica s mrtvim Kristom u krilu, sa strana Mojsije i Ilija, na krilima veći kipovi četvorice evanđelista, niže likovi kreposti i na antipediju Janje Božje; južna lađa završava apsidom na kojoj također ima ostataka fresaka. Nad bočnim lađama nalazi se matronej. 
Šesterolisna krstionica, koja se naslanja na južni bok katedrale, porušena je do temelja u savezničkim bombardiranjima dana 16. prosinca 1943. Potječe iz 6. stoljeća. Faksimilno je obnovljena 1989. godine.
Sakristija se nazivala i kapelom sv. Barbare. Njezini zidovi i apsida pripadaju najstarijim dijelovima katedrale, kao i podni mozaik s prikazom dva jelena, koji datira iz prve polovice 5. stoljeća. 
Pročelje katedrale pokazuje savršenu harmoniju horizontalnih i vertikalnih linija. Na rubovima pročelja ugrađeni su na lijevom lav, a na desnom bik, simboli evanđelista Marka i Luke. Glavni portal ima u luneti gotički reljef Bogorodice s Djetetom, desno je sv. Stošija, a lijevo sv. Krševan. Uz bogato izrađen portal ugrađene su figure četvorice apostola izrađene u grubom reljefu. Lijevi portal u luneti ima mistično janje, a na konzolama uz lukove figure Navještenja: anđeo i Marija, koji su stariji od portala. U luneti desnog portala samo je mistično janje.

## Zvonik
Zvonik zadarske katedrale nastajao je u dva navrata. Prizemlje i prvi kat zvonika katedrale sagrađeni su 1452. (za vrijeme nadbiskupa Vallaressa), dok je gornje katove od 1890. do 1894. prema tipu zvonika u Rabu gradio engleski arhitekt i povjesničar umjetnosti Thomas Graham Jackson. Tri novija gornja kata zvonika se sa sve četiri strane rastvaraju dvostrukim biforama. Ravnu zidnu plohu oživljuju stilizirani biljni mozaički ukrasi, a vijenci što dijele katove lagano su istaknuti mrežastim ukrasom. Na vrhu zvonika uzdiže se visoka završna osmerostrana piramida s mjedenim kipom anđela.
Samo pet godina nakon što je 1894. konačno završena dogradnja zvonika, pojavila su se oštećenja na spoju staroga i novoga dijela. Arhitekt i konzervator Ćiril Iveković utvrdio je da je u pitanju posljedica vibracije snažnih i teških zvona, pa je 1900. godine njihove željezne držače zamijenio drvenima.

## Orgulje
Njemačka tvrtka Eisenbarth je izgradila orgulje katedrale 2010. godine. Glazbalo ima francusku dispoziciju:

| I. manual (Grand Orgue) C–c4 |                       |        |
|                              | Principal             | 16′    |
|                              | Principal             | 8′     |
|                              | Flûte majeure         | 8′     |
|                              | Bourdon               | 8′     |
|                              | Prestant              | 4′     |
|                              | Flûte                 | 4′     |
|                              | Quinte                | 2 2/3′ |
|                              | Doublette             | 2′     |
|                              | Cornet V              | 2 2/3′ |
|                              | Gross Fourniture IV-V | 2 2/3' |
|                              | Gross Cymbale IV      | 1 1/3′ |
|                              | Bombarde              | 16′    |
|                              | Trompette             | 8′     |
|                              | Clairon               | 4'     |

| II. manual (Positif expressif) C–c4 |                  |        |
|                                     | Bourdon          | 16′    |
|                                     | Principal        | 8′     |
|                                     | Flûte à cheminée | 8′     |
|                                     | Salicional       | 8′     |
|                                     | Quintatön        | 8′     |
|                                     | Octave           | 4′     |
|                                     | Flûte douce      | 4'     |
|                                     | Nazard           | 2 2/3′ |
|                                     | Flageolet        | 2′     |
|                                     | Tierce           | 1 3/5′ |
|                                     | Larigot          | 1 1/3′ |
|                                     | Plein jeu III-IV | 1 1/3′ |
|                                     | Clarinette       | 16′    |
|                                     | Cromorne         | 8'     |
|                                     | Voix humaine     | 8'     |
|                                     | Tremblant        |        |

| III. manual (Récit expressif) C–c4 |                           |        |
|                                    | Bourdon                   | 16′    |
|                                    | Diapason                  | 8′     |
|                                    | Flûte d'orchestre         | 8′     |
|                                    | Cor de nuit               | 8′     |
|                                    | Viol de Gambe             | 8′     |
|                                    | Voix céleste              | 8′     |
|                                    | Flûte harmonique          | 4′     |
|                                    | Viole                     | 4′     |
|                                    | Nazard harmonique         | 2 2/3′ |
|                                    | Octavin                   | 2'     |
|                                    | Tierce harmonique         | 1 3/5′ |
|                                    | Piccolo                   | 1′     |
|                                    | Plein Jeu harmonique II-V | 2′     |
|                                    | Basson                    | 16'    |
|                                    | Trompette harmonique      | 8'     |
|                                    | Hautbois                  | 8′     |
|                                    | Clairon harmonique        | 4′     |
|                                    | Tremblant                 |        |

| Pédale C–g1 |                |     |
|             | Untersatz      | 32′ |
|             | Principalbass  | 16′ |
|             | Contrabass     | 16′ |
|             | Subbass        | 16′ |
|             | Octave         | 8′  |
|             | Flûte          | 8′  |
|             | Octave         | 4′  |
|             | Contrabombarde | 32′ |
|             | Bombarde       | 16′ |
|             | Trompette      | 8′  |

Spojevi:

mehanski: II-I, III-I, III-II, I-P, II-P, III-P.

električni: Sub III, Super III, Sub III-I, Super III-I, Sub III-II, Super III-II. 

4000 slobodnih kombinacija, dva valjka za crescendo.

## Vanjske poveznice
- Zadarska nadbiskupija  Arhivirana inačica izvorne stranice od 13. travnja 2009. (Wayback Machine)